# Spisskyborgen
Spisskyborgens (slovakiska: Spišský hrad) ruiner i nordöstra Slovakien är ett av de största borgområdena i Centraleuropa. Borgen, som ligger på en höjd ovanför staden Spišské Podhradie och byn Žehra, utgör ett världsarv tillsammans med den intilliggande kyrkbyn Spišská Kapitula.